# Zespół ustno-twarzowo-palcowy typu I
Zespół ustno-twarzowo-palcowy typu I (zespół Papillona-League-Psaume, ang. orofaciodigital syndrome type I, OFD1) – rzadki zespół wad wrodzonych, o dziedziczeniu sprzężonym z chromosomem X. Charakteryzuje się malformacjami twarzy, jamy ustnej, ośrodkowego układu nerwowego i palców. Występuje często razem z wielotorbielowatością nerek. Typowe nieprawidłowości uzębienia to nieobecne boczne zęby sieczne. Zespół może być wywołany przez mutacje w genie CXORF5. Zespół występuje u kobiet, u mężczyzn jest letalny.